# Koen Lenaerts
Koen Lenaerts (ur. 20 grudnia 1954 w Mortsel) – belgijski prawnik i nauczyciel akademicki, profesor, sędzia Trybunału Sprawiedliwości Unii Europejskiej, od 2015 prezes tej instytucji.

## Życiorys
Ukończył studia prawnicze i doktoryzował się na Katholieke Universiteit Leuven, kształcił się również na Harvard University (uzyskał magisterium z prawa i z administracji publicznej). Od 1979 zawodowo związany z macierzystą uczelnią w Leuven, w latach 1984–1989 był profesorem w Kolegium Europejskim w Brugii, w latach 1988–1989 gościnnie wykładał w Harvard Law School.
Od 1984 do 1985 był referendarzem w Trybunale Sprawiedliwości, następnie pracował w brukselskiej palestrze. W latach 1989–2003 zasiadał w Sądzie Pierwszej Instancji. W 2003 powołany w skład Trybunału Sprawiedliwości. W latach 2012–2015 był wiceprezesem tej instytucji, 8 października 2015 objął stanowisko prezesa trybunału.
W 2004 otrzymał tytuł barona.